# Minas de Sulitjelma
Minas de Sulitjelma (en noruego: Sulitjelma gruber) fue una empresa minera noruega dedicada a la producción de cobre, piritas y zinc en Sulitjelma, en el municipio de Fauske, Noruega. Las operaciones comenzaron con una mina de prueba en 1887. De 1891 a 1933, la empresa estuvo registrada en Suecia con el nombre de Sulitelma Aktiebolags Gruber, pero de 1933 a 1983 pasó a ser una empresa noruega con el nombre de A/S Sulitjelma Gruber, y desde 1983 hasta su cierre en 1991, la empresa pasó a ser de propiedad estatal y se denominó Sulitjelma Bergverk AS.

## Historia
El hallazgo de la calcopirita fue realizado alrededor de 1858 por Mons Andreas Petersen (un granjero de la etnia sami), pero debido a la ubicación tan remota del lugar se contempló con escepticismo que los depósitos pudieran ser comercialmente viables. Fue solo cuando el industrial y cónsul sueco Nils Persson se interesó por los depósitos de mineral en 1886 cuando se avanzó en el desarrollo de la minería en Sulitelma. La empresa Sulitelma Aktiebolags Gruber fue fundada en 1891. Ese mismo año se construyó la Línea de Sulitjelma de vía estrecha. Hasta 1956, el cobre y los productos semiacabados se transportaban por tren y barco de vapor al puerto de Finneid. El transporte siempre supuso un coste considerable de las operaciones a lo largo de la historia de la empresa minera.
En Sulitjelma se realizaron varias innovaciones técnicas e inventos, incluido el proceso Knudsen y algunas de las primeras fundiciones de cobre eléctricas del mundo. Posteriormente se incorporaron muchas otras mejoras, especialmente en la concentración de minerales y en el proceso de fundición. A principios del siglo XX, Sulitjelma Mines era la segunda empresa industrial más grande de Noruega.
La localidad de Sulitjelma inicialmente era un pequeño pueblo de montaña aislado, habitado por granjeros, pero la población aumentó rápidamente al ritmo de la minería, pasando de alrededor de 50 habitantes en 1890 a casi 3000 en 1910. La forma de vida de los trabajadores era muy primitiva, y las condiciones de trabajo eran peligrosas y dañinas para la salud. Las diferencias de clase entre obreros, capataces y funcionarios eran notorias. Después de la asamblea de los trabajadores de las minas sobre el hielo del lago Langvatnet celebrada el 13 de enero de 1907, cuando se fundó la primera asociación laboral, las condiciones mejoraron gradualmente.
Durante la Segunda Guerra Mundial, las Minas de Sulitjelma se consideraron tan importantes para la industria bélica alemana que se dio la orden de que había que mantener la producción a toda costa. Aunque la Gestapo sabía que los empleados estaban involucrados en actividades ilegales, no intervino porque temía que el arresto del personal clave afectara la producción.
El repunte posterior a la Segunda Guerra Mundial se convirtió en incertidumbre cuando los precios del cobre cayeron abruptamente en 1975. La rentabilidad debilitada que siguió llevó a economizar operaciones y a realizar despidos. Además, poco después se puso de manifiesto la necesidad de realizar grandes inversiones en la antigua planta. Entre otras cosas, la contaminación generada por la antigua planta de fundición se había convertido en un problema creciente que solo podía resolverse con una costosa planta de tratamiento. Se tomaron medidas correctivas, que posteriormente se consideraron infructuosas. La minería cesó en 1991.
En sus aproximadamente 100 años de funcionamiento se extrajeron seis millones de toneladas de metal y azufre. La mayor parte era azufre. El resto fueron 0,47 millones de toneladas de cobre, 215 toneladas de zinc, 282 toneladas de plata y 3,7 toneladas de oro.